# Ghana (selecționata de fotbal sub 17 ani)
Echipa națională de fotbal sub 17 ani a Ghanei, cunoscută sub numele de Black Starlets (Micile vedete negre), este cea mai tânără echipă care reprezintă Ghana în fotbal. Sunt de două ori campioni ai Cupei Mondiale FIFA U-17 în 1991 și 1995 și de două ori vicecampioni în 1993 și 1997. Ghana a participat la nouă dintre cele 20 de ediții ale Cupei Mondiale, debutând în Scoția în 1989 și dominând competiția în anii 1990, unde s-au calificat în patru finale consecutive ale Cupei Mondiale: Italia 1991, Japonia 1993, Ecuador 1995 și Egipt 1997. Cea mai recentă participare este cea din India 2017, unde au pierdut în sferturi.
De asemenea, au câștigat Cupa Africii pe Națiuni U-17 de două ori, în 1995 și 1999, și au fost vicecampioni în 2005 și 2017. 

## Onoruri
- Campionatul Mondial de Fotbal sub 17 ani

Campioană  2: 1991, 1995
- Campionatul Mondial de Fotbal sub 17 ani

Vice-campioană  2:  1993, 1997
- Africa U-17 Cupa Națiunilor

Campioană  2: 1995, 1999
- Africa U-17 Cupa Națiunilor

Vice-campioană  2: 2005

## Recorduri competitive

### Campionatul Mondial de Fotbal sub 17 ani
| Anul  | Runda            | M                | V                | E*               | Î                | GM               | GD               |
| ----- | ---------------- | ---------------- | ---------------- | ---------------- | ---------------- | ---------------- | ---------------- |
| 1985  | Nu s-a calificat | -                | -                | -                | -                | -                | -                |
| 1987  | Nu s-a calificat | -                | -                | -                | -                | -                | -                |
| 1989  | Prima rundă      | 3                | 0                | 2                | 1                | 2                | 3                |
| 1991  | Campioană        | 6                | 4                | 2*               | 0                | 8                | 3                |
| 1993  | Vice-campioană   | 6                | 5                | 0                | 1                | 14               | 3                |
| 1995  | Campioană        | 6                | 6                | 0                | 0                | 13               | 4                |
| 1997  | Vice-campioană   | 6                | 4                | 1                | 1                | 14               | 5                |
| 1999  | Locul 3          | 6                | 4                | 2*               | 0                | 19               | 5                |
| 2001  | Nu s-a calificat | -                | -                | -                | -                | -                | -                |
| 2003  | Nu s-a calificat | -                | -                | -                | -                | -                | -                |
| 2005  | Prima rundă      | 3                | 0                | 3                | 0                | 3                | 3                |
| 2007  | Semifinală       | 7                | 4                | 0                | 3                | 13               | 9                |
| 2009  | Nu s-a calificat | -                | -                | -                | -                | -                | -                |
| 2011  | Nu s-a calificat | -                | -                | -                | -                | -                | -                |
| 2013  | Nu s-a calificat | -                | -                | -                | -                | -                | -                |
| 2015  | Nu s-a calificat | -                | -                | -                | -                | -                | -                |
| 2017  | Sferturi         | 5                | 3                | 0                | 2                | 8                | 3                |
| 2019  | Nu s-a calificat | Nu s-a calificat | Nu s-a calificat | Nu s-a calificat | Nu s-a calificat | Nu s-a calificat | Nu s-a calificat |
| 2023  | Nu s-a calificat | Nu s-a calificat | Nu s-a calificat | Nu s-a calificat | Nu s-a calificat | Nu s-a calificat | Nu s-a calificat |
| 2025  | Nu s-a calificat | Nu s-a calificat | Nu s-a calificat | Nu s-a calificat | Nu s-a calificat | Nu s-a calificat | Nu s-a calificat |
| 2026  | Urmează          | Urmează          | Urmează          | Urmează          | Urmează          | Urmează          | Urmează          |
| Total | 9/20             | 48               | 30               | 10               | 8                | 94               | 39               |